# Umuwa
Umuwa es una comunidad aborigen australiana en las Tierras Anangu Pitjantjatjara Yankunytjatjara en Australia Meridional. El pequeño pueblo es el centro administrativo de las seis comunidades principales de "Las Tierras" (las otras siendo Amata, Pipalyatjara, Pukatja, Ernabella, Fregon, Kaltjiti, Indulkana y Mimili), además de los pueblos aledaños. Umuwa se encuentra ubicado a aproximadamente 250 kilómetros al noroeste de Marla y a 460 kilómetros al suroeste de Alice Springs.

## Clima
Según los registros climáticos de la estación climática más cercana en la estación de policía de Marla, Umuwa experimenta temperaturas máximas promedios de 37,1 grados celcius en enero y temperaturas máximas en invierno que promedian los 19,7 grados en junio. Las temperaturas mínimas durante la noche varían de 21,8 grados en enero a 5 grados en junio.
La precipitación anual es de 222,6 milímetros.

## Historia
Umuwa fue fundada en 1991 como el centro administrativo de las Tierras APY.
El Hon Robert Lawson MLC, miembro del Comité sobre Tierras Aborígenes del Parlamento de Australia Meridional, se refirió a Umuwa durante una sesión del Consejo Legislativo de Australia Meridional el 1 de junio de 2004 como la "Canberra de las Tierras". Pareciera que Umuwa, debido a su proporción poblacional, historia de fundación reciente y la tendencia por centralizar la administración allí, está modelada al estilo de Canberra como una capital para las Tierras.

## Infraestructura
El correo llega a Umuwa una vez por semana por avión. Suministros llegan cada semana en camión. A diferencia de otros asentamientos más grandes de las Tierras APY, Umuwa no cuenta con un supermercado.
Con sede en Umuwa, AP Services provee servicios esenciales a las Tierras APY.
PY Media también tiene su sede en Umuwa y provee servicios de transmisión de radio y multimedia.
El Consejo de Salud de Nganampa, que se encarga de la contratación de personal y administración de las clínicas en otros pueblos de las Tierras, también tiene su sede en Umuwa.
A diferencia de otras localidades que dependen de fuentes de energía tradicionales, en septiembre de 2003 se completó la instalación de una planta de energía solar en Umuwa que se espera ahorra unos 140.000 litros de diésel y 510 toneladas de emisiones de gas invernadero cada año.
"Para el 4 de febrero de 2011, se ha reportado que la granja solar no ha estado funcionado por lo menos un año. No obstante, El 30 de junio de 2011, el gobierno de Australia Meridional confirmó que la granja solar "no estaba funcionando" y que sería "suspendida"."(citado del PaperTracker)
Al igual como es el caso en la mayoría de las localidades de APY, la señal de la Australian Broadcasting Corporation y el Special Broadcasting Service está disponible.
Para las elecciones estatales (por ejemplo, para las elecciones del Parlamento de Australia Meridional), una estación de votación móvil es llevada a Umuwa.
Existe una estación de policía en Umuwa, aunque no cuenta con personal permanente. Se dice que es la estación de mejor calidad en las Tierras APY.